# Cantó de Jonzac
El cantó de Jonzac és un cantó francès al districte de Jonzac (departament del Charente Marítim). Compta amb vint municipis: Agudelle, Champagnac, Chaunac, Fontaines-d'Ozillac, Guitinières, Jonzac, Léoville, Lussac, Meux, Moings, Mortiers, Ozillac, Réaux, Saint-Germain-de-Lusignan, Saint-Martial-de-Vitaterne, Saint-Maurice-de-Tavernole, Saint-Médard, Saint-Simon-de-Bordes, Vibrac i Villexavier. El cap és Jonzac.
| Data d'elecció                           | Identitat            | Partit                                  | Qualitat |
| ---------------------------------------- | -------------------- | --------------------------------------- | -------- |
| 1945-1956                                | James Sclafer        | radical                                 |          |
| 1956-1958                                | René Gautret         | Divers droite                           |          |
| 1958-1970                                | Henri Chat-Locussol  | radical                                 |          |
| 1970-2008                                | Claude Belot         | Divers droite, després UDF, després UMP |          |
| 2008-                                    | Jean-Claude Beaulieu | UMP                                     |          |
| les dades anteriors no són pas conegudes |                      |                                         |          |

| A partir de 1990: Població sense dobles comptes |